# 最萌トーナメント
最萌トーナメント（さいもえトーナメント）とはインターネット上で行われている一連のトーナメント方式の人気投票イベントの総称である。最萌と略されることもあるが、必ずしも「最萌」の名前が使われているとは限らない。匿名掲示板2ちゃんねるを中心に2001年の葉鍵板最萌トーナメントを切っ掛けとして、日本に限らず世界中のサイトでも行われている。

## 概要
定められたジャンルから候補者を選抜し、参加者がプロフィールを紹介したり、SSやアスキーアート(AA)、自作絵、画像や動画などを貼り付けたURLを書き込んで応援したり、トーナメント自体への支援（全体支援と呼ばれる）が行われている。

### 投票ルール
以下は典型的なものであり、細部はイベント毎に異なる。
- 試合形式は、1対1で人気投票を行い、得票数の多い方が勝ち進む勝ち残り式トーナメントで、勝敗の決め方は小選挙区制に該当する。
- 1試合につき1人1票。定められたスレッドに、投票対象の名前を半角記号（不等号が用いられる事が殆ど）2つで括った文章を投稿することで投票となる。レスにはホスト名と日付から算出されるIDが付き、これによって当日の投票者を区別する。
- 投票者の資格に制限はない（普通選挙）。ただしLeaf,key掲示板のように板閲覧そのものに年齢制限が付くことはあるので、実質年齢制限のある場合も存在する（しかし、PINKちゃんねるには年齢を確認、認証する手段はなく、強制力を持つ年齢制限は無いともいえる）。
- 試合期間を短縮するために、1試合が1対1ではなく3つ巴や4人以上の対戦になる事もある。また、同じ理由で、1日に2試合以上が同時進行になる事も多い。
- 投票受付時間は、00:00:00（イベントによっては変動する場合もある）～23:00:59の間に投じられた票が有効となる。IDは日付で変化するので、同じ日付の間に1試合を済ませる必要がある。
- 2002年2月11日に発生した、掲示板サーバ接続障害によるレス不可の事態に対応するため、一定時間以上サーバとのアクセスが行えない場合、その試合は無効試合とし、後日再戦するルールが追加された。
- 対戦相手への中傷などは禁止。
- 選挙活動は、初期は投票スレで行うものとされたが、その後は専用の支援スレとの併用が増えている。また候補者の選対スレが立った場合、そこが選挙活動の拠点となる。
- 同票数で引き分けた場合はともに勝利とし、次回戦は他方から勝ち上がってきた者と併せて3名で対戦する。ただし0票対0票で引き分けた場合は両者負けとする。決勝で引き分けた場合は「その時考える」とされている（2003年の「第1回週刊少年ジャンプ女性キャラ最萌」、及び2011年の「第4回漫画最萌トーナメント」では両者優勝とした）。
- 投票時に「コード」を必要とするイベントが多い。IDは比較的容易に変更できてしまうため、プロキシのチェック機能など強化した外部のCGIから発行される文字列を投票文に添付することで有効票と認められる。
- 参加者が多い場合は予選を行うことがあるが、選手ごとに勝ち上がる試合数が異なるシード制は設けていないことが多い（葉鍵板最萌では、初回は予選そのものが無く、第2回から主要キャラは予選免除で、それ以外のキャラで予選を行うシード制を設けている。それ以外で日本国内では予選免除の例はないが、予選を2度行い、一次予選上位者は二次予選免除になるものはある）。人気投票形式で行われることが多いが、詳細なシステムはイベント毎に異なる。
- 予選は原則として大選挙区制（中選挙区制）で、候補者が多いイベントでは連記が認められており、殆どの場合、制限連記制を採用している。基本的に、票の余りがあっても他の候補者への横流しはできない。比例代表制については、2010年に初めて導入例が出た。それまでも「比例区」と呼ばれる制度が導入されたトーナメントはあったが、実際の比例代表制と異なる内容であった。
  - 2002年開催の国会議員最萌トーナメントに比例復活枠というのが存在したが、これは予選各組のそれぞれの2位当選者の投票数に対する惜敗率上位の議員を敗者復活させる方式であり、一般的な比例代表制ではない[4]。また、2005年開催の真・ファイアーエムブレム最萌の予選で設けられた比例枠は、候補者数に比例して、作品の舞台となる大陸ごとに予選通過枠を割り振ったものである。得票によって比例通過枠が増減したわけではなく、これも一般的な比例代表制ではない[5]。
  - 2010年開催のファイアーエムブレム最萌トーナメント2010（真・ファイアーエムブレム最萌の後継）では、個人票を大陸ごとにも集計し、大陸票とみなして比例枠をドント方式で比例配分する方式に変更された（ただし、大陸ごとにあらかじめ1枠を分配した残りを比例配分）。立候補者は自動的に重複立候補した扱いになり、選挙区に該当する予選各組の敗退者から、1位通過者に対する惜敗率順に比例枠で復活となる。実際の比例代表制（中選挙区比例代表並立制）を導入した初の例となる。ただし、実際の日本の選挙では導入例のない、選挙区票をそのまま比例票と見なす1票制となっている[6]。
- 同日に複数試合が同時進行することによって生まれる連記投票については、連記票を参照のこと。この場合、1試合に付き1票でも連記と呼ぶので注意。

## 評価
暮沢剛巳は『キャラクター文化入門』において、「ネット上の無法地帯とも呼ばれる2ちゃんねるにおいて、自発的にトーナメントの管理を行う匿名の参加者の存在と、参加者を律する法の自発的な発生、そして法が機能するトーナメントが10年以上続いている事が異例」と述べている。

## 歴史
2001年10月14日、葉鍵板において葉鍵板 最萌トーナメント開催ッッ!!!というスレが建てられ、ルールが纏まった10月17日に最初の最萌トーナメントが始まった。

### 運営方法の変遷
投票対象を明確にするルールが整備されるまでは、多数のスレッドに分かれたレスの中から投票対象を一つずつピックアップして集計する必要があり、初期のトーナメントでは手作業で行っていた。徐々にツールの整備が進み、工数を掛けずに結果を発表する事が可能となっていった。
- 集計方法 - 当初は手作業による集計を行っていたが、レスの文中から投票対象を判別するための工数が多大であり、集計時間を要していた。2001年11月3日に、投票対象を<<>>で括る事で集計対象を明確とするルールが提案され採用される。同年11月4日にleaf,key掲示板のコテハン林檎（以下、特に断りが無い限り、leaf,key掲示板のユーザーを示す）が<<>>ルール対応集計ツールを公開し、集計に関する工数が劇的に改善された。また、同年10月19日にコテハンgnuplotが集計結果をグラフ化した事により、試合経過が一目で判るようになり、投票締め切り時間直前の垂直等投票傾向すらもネタとして楽しむ層が生まれた。現在は、代打名無し％元集計 ◆H0bbzpyf32というコテハンが作成した物を基本としたオープンソースソフトとなっている。
  - 2ちゃんねる、PINKちゃんねるの書き込み規制の強化により、投票できないユーザーが増加したため、その他の掲示板を第2投票所として利用可能な集計ツールが2010年のアニメ最萌で開発された。
- コード - 参加者の規模が拡大するにつれて、IP切り替え等の多重投票が問題となったため、同年11月19日にコテハン三告平がコード発行所を試作、公開した。但し、当時のネット環境の問題から、CATVやADSL等で接続したユーザの取り扱いについて議論が巻き起こった。この問題は、投票時に接続環境を追記する事である程度緩和された。初期のコードには多重投票を抑制する機能が乏しかったため、他のトーナメントの参加者等の意見を取り入れバージョンアップが進んだ。また現在では、perlを基にしたオープンソースソフトとなり、誰でも同一レギュレーションで発行所を開設することが可能となっている。2011年11月までのメンテナーは、元アニメ裏最萌主催の裏最萌屋 ◆URAmoeeQC2というコテハンであったが、同年の第四回漫画最萌終了後に引退を宣言した。

### トーナメントの拡大
葉鍵板最萌トーナメントの話題が2ちゃんねるを含むネットユーザから注目を受け、2001年12月25日に2ちゃんねるのギャルゲーム板でそれを真似たギャルゲ板最萌トーナメントが開催されたのを皮切りに、トーナメント表と掲示板さえあれば比較的簡単に開催できる手軽さから、2ちゃんねるのその他の板や外部の掲示板でも類似のイベントが開催されるようになった。
2002年に「2ちゃんねる全板人気トーナメント」が開催され、その後はゲームや漫画・アニメはもとよりアスキーアート、鉄道、バス、国会議員、埼玉県（県内の自治体を投票先としたトーナメント）、国家、プロ野球選手、将棋棋士、声優など様々なものを対象にトーナメントが開催された。

### 定着と将来
- かつてのように毎日トーナメントが開催される状況ではないが、アニメのトーナメントは毎年恒例の行事として定着し、開催のたび改良が図られている。アニメ以外でも週刊少年ジャンプトーナメント（のち全漫画を対象としたものに発展的解消）、RPGトーナメントなど、複数回開催の例がある。また、ブームの震源地であったleaf,key掲示板では、次回の開催日を4年後とする合意があり、2005年まで第二回葉鍵板最萌トーナメントは開催されなかった。
- 2005年には第2回の全板人気トーナメントが、2008年には第3回の全板が開催され、一応の成功を収めた。2011年に第4回の全板が開催される予定であったが、東日本大震災の影響で、実施は未定となっている。その代わりとして、複数の板によるチーム戦である「第1回2ちゃんねる全板チームトーナメント」が開催された。全板に比べて小規模で、予選は無かった。
- 2013年11月時点で、複数回開催のトーナメントにおいて、優勝経験者が再度優勝したことは無い。複数回準優勝については、全板において「モーニング娘。 (狼) 板」が第1回（2002年）と第3回（2008年）に、アニメ最萌において『ハヤテのごとく!』の三千院ナギが2007年と2010年にそれぞれ果たしている。なお、モーニング娘。 (狼) 板は「第1回2ちゃんねる全板チームトーナメント」でも、準優勝のTeam01（ぜろわんこ）に属していた。

## 継続して開催されているトーナメント
ここに挙げたトーナメント以外にも、複数回開催されているトーナメントがある。詳細については、最近のトーナメント　データ集を参照。

### 2ちゃんねる全板人気トーナメント
今まで3度開催されている。

### アニメ最萌トーナメント
2002年より毎年開催されているトーナメント。

### エロゲネタ＆業界板のトーナメント

#### 概要
葉鍵板最萌トーナメントの成功を受けて、PINKちゃんねるのエロゲネタ&業界板において、2000年に前年のベストエロゲーを決める企画が行われた。その後、2001年よりその前年に発売された作品を対象とした「2chエロゲネタ＆業界板 ベストエロゲー投票」が始まり、派生としてその後もブランド別、キャラ別トーナメントが開催された。ベストエロゲー投票は現在も開催されており、レギュレーションをその年の参加者によって決定し、投票するスタイルを採用している。
| 対象年 | 優勝作品 (評価点制)                 | 優勝作品 (得票制)                                           |
| ------ | ----------------------------------- | ----------------------------------------------------------- |
| 1999年 | 未実施                              | Kanon                                                       |
| 2000年 | 未実施                              | 果てしなく青い、この空の下で…。                             |
| 2001年 | 未実施                              | 君が望む永遠                                                |
| 2002年 | 未実施                              | うたわれるもの                                              |
| 2003年 | CROSS†CHANNEL                       | 同左                                                        |
| 2004年 | Fate/stay night                     | 同左                                                        |
| 2005年 | パルフェ 〜ショコラ second brew〜   | つよきす                                                    |
| 2006年 | 戦国ランス                          | 同左                                                        |
| 2007年 | 世界でいちばんNGな恋                | 同左                                                        |
| 2008年 | スマガ                              | G線上の魔王                                                 |
| 2009年 | BALDR SKY Dive2 "RECORDARE"         | 同左                                                        |
| 2010年 | 素晴らしき日々 〜不連続存在〜       | 同左                                                        |
| 2011年 | WHITE ALBUM2 -closing chapter-      | 同左                                                        |
| 2012年 | はつゆきさくら White Graduation     | 同左                                                        |
| 2013年 | 乙女理論とその周辺 -Ecole de Paris- | 同左                                                        |
| 2014年 | 月に寄りそう乙女の作法2             | 同左                                                        |
| 2015年 | サクラノ詩 -櫻の森の上を舞う-       | 同左                                                        |
| 2016年 | Re:LieF〜親愛なるあなたへ〜         | Re:LieF〜親愛なるあなたへ〜 ノラと皇女と野良猫ハート (同票) |
| 2017年 | 金色ラブリッチェ                    | 同左                                                        |
| 2018年 | Rance X -決戦-                      | 抜きゲーみたいな島に住んでる貧乳はどうすりゃいいですか?     |

#### 過去に開催されたトーナメント
- エロゲーブランド最萌トーナメント 公式サイト - 最も萌えるブランドを選ぶというトーナメント。開催中にエントリーされたブランドが公式に応援するというハプニングがあった。優勝は、メーカーhueのブランドcolers。
- otherwise最萌トーナメント 公式サイト - 現在では消滅したブランド「otherwise」の作品キャラのトーナメント。優勝者は「Sense Off」のヒロイン織永成瀬。
- Aeris最萌トーナメント 元公式サイト - Ariesから発売されるはずだった作品キャラのトーナメント。このブランドは後にminori feat. Aerisとして作品を発売した。優勝者は佐倉詩希。
- エロゲー最萌ロリトーナメント 公式サイト - 開催時点で発売されていた各作品のロリキャラから、誰が一番萌えるかを競うトーナメント。優勝者は水月の香坂アリス。
- ニトロプラス関係最もえトーナメント 公式サイト - ニトロプラス作品に登場するキャラクターのトーナメント。優勝者は「"Hello, world."」の友永和樹。

## 問題点など
- ゲームや漫画等で使われた素材をそのまま使用する、明らかな著作権侵害行為も多く、問題視されている。著作権者側が最萌に直接言及することはほとんど無い。直接の言及、あるいは参加者側からの接触例として、エロゲーブランド最萌トーナメントで、候補者にノミネートされたブランドが自ら支援活動を行った例（#過去に開催されたトーナメント）、第2回全板でエヴァンゲリオン板が支援素材使用のため、著作権者（ガイナックス）に正式の許諾を得た例、アニメ最萌2008で、『らき☆すた』の柊かがみの優勝後、原作漫画で「漫画やアニメにしか興味がない女子高生達のマンガ」[15]の人物が「キャラコン」で優勝したことを、主人公の泉こなたが喜ぶ描写が描かれた例[16]などがある。

## Tips
- 決勝で同票
両者優勝とする場合が多い。
- 決勝で0-0
この場合、両者負けなので優勝者無しが正しい。
2002年開催の最萌トーナメント最萌トーナメント決勝戦では両者負けとし、優勝は該当なしになっている（外部リンク参照）。